# Offside (ishockey)
Offside är en regelöverträdelse i ishockey. Den är ett brott mot spelregeln att pucken vid varje anfall måste vara först över den offensiva blå linjen innan någon anfallsspelare får åka över blålinjen in i anfallszonen. Om en anfallande spelare är inne i anfallszonen när pucken spelas dit ska någon av linjedomarna blåsa av spelet och visa tecknet för offside genom att lyfta en arm. En spelare som backar in med pucken och således kommer före pucken in i anfallszonen, skall tillåtas göra det så länge spelaren har full kontroll över pucken. Om en försvarande spelare åker med eller passar pucken in i sin försvarszon, medan en anfallande spelare befinner sig i offsideposition, skall ingen offside dömas.
Domarna kan dessutom avvakta att blåsa av spelet, så kallad avvaktande offside om en anfallande spelare kommer före pucken in i anfallszonen, men en försvarsspelare spelar pucken. Om det försvarande laget spelar ur pucken ur sin försvarszon utan att de anfallande laget rör pucken under en avvaktande offside skall ingen offside dömas.

## Reglerna i sammandrag

### Offside
Den nuvarande regeln för offside lyder i sammandrag
Spelare i det anfallande laget får inte komma före pucken in i deras anfallszon.
De avgörande faktorerna vid bedömning av offside är:
- Spelarens skridskors placering – spelare är offside när båda skridskorna är helt över blålinjen i hans anfallszon innan pucken helt passerat linjen,
- Puckens placering – hela pucken måste ha passerat hela blålinjen in i anfallszonen.
- Om en spelare snurrar 360° med pucken och därmed korsar blålinjen före pucken medan han åker baklänges, är spelaren inte offside under förutsättning att spelaren har båda sina skridskor i neutrala zonen och har full kontroll på pucken innan han passerar blålinjen.

Vid överträdelse av denna regel ska spelet stoppas och nedsläppet utföras.

### Avvaktande offside
Den nuvarande regeln för avvaktande offside lyder i sammandrag
Om en anfallande spelare kommer före pucken in i anfallszonen, men en försvarsspelare kan spela pucken, ska linjemannen sträcka upp sin arm för att indikera avvaktande offside, utom om pucken skjutits mot mål och orsakat målvakten att spela pucken. Linjemannen ska ta ned sin arm för att visa att offsiden upphört och låta spelet gå vidare om:
- Det försvarande laget antingen passar eller för pucken ut i den neutrala zonen,
- Alla anfallande spelare omedelbart rensar anfallszonen genom att med skridskorna ta kontakt med blålinjen.